# Klokotnitsa
Klokotnitsa (en búlgaro: Клокотница) es un pueblo en el sur de Bulgaria cerca de Haskovo. Tiene una población de 619 personas (a partir de junio de 2005).
El pueblo es famoso por la gran batalla del 9 de marzo de 1230, entre el zar búlgaro Iván Asen II y el déspota griego bizantino Teodoro Comneno de Epiro. Después de la batalla, Bulgaria se convirtió en el mayor país medieval en la península de los Balcanes, que se extendió entre el mar Negro, el mar Egeo y el mar Adriático.
Para celebrar la victoria, el zar búlgaro Iván Asen II construyó la iglesia de los Cuarenta Mártires en Veliko Tarnovo y colocó una columna de piedra en ella.
Un pequeño relieve por la carretera internacional E-80 conmemora la batalla.